# Campionati del mondo di ciclismo su pista - Chilometro a cronometro
Il chilometro a cronometro è una delle prove inserite nel programma dei campionati del mondo di ciclismo su pista. Riservato unicamente agli uomini (la prova femminile si svolge sulla distanza dei 500 metri), si corre dall'edizione iridata del 1966.
Fino al 1992 la gara era riservata ai dilettanti, mentre dall'edizione 1993 si tiene come prova open. Le prove del 1972, 1976, 1980, 1984, 1988 e 1992 non vennero inserite nel programma dei campionati del mondo, ma si tennero unicamente durante i Giochi olimpici.

## Albo d'oro
Aggiornato all'edizione 2024.
| Anno | Vincitore                                       | Secondo                      | Terzo                |
| ---- | ----------------------------------------------- | ---------------------------- | -------------------- |
| 1966 | Pierre Trentin                                  | Paul Seye                    | Frans van der Ruit   |
| 1967 | Niels Fredborg                                  | Wacław Latocha               | Roger Gibbon         |
| 1968 | Niels Fredborg                                  | Jack Simes                   | Gianni Sartori       |
| 1969 | Gianni Sartori                                  | Janusz Kierzkowski           | Klaas Balk           |
| 1970 | Niels Fredborg                                  | Harry Kent                   | Anton Tkáč           |
| 1971 | Ėduard Rapp                                     | Peter Pedersen               | Pierre Trentin       |
| 1972 | prova disputata ai Giochi della XX Olimpiade    |                              |                      |
| 1973 | Janusz Kierzkowski                              | Ėduard Rapp                  | Herman Ponsteen      |
| 1974 | Ėduard Rapp                                     | Ferruccio Ferro              | Janusz Kierzkowski   |
| 1975 | Klaus-Jürgen Grünke                             | Ėduard Rapp                  | Janusz Kierzkowski   |
| 1976 | prova disputata ai Giochi della XXI Olimpiade   |                              |                      |
| 1977 | Lothar Thoms                                    | Günther Schumacher           | Janusz Kierzkowski   |
| 1978 | Lothar Thoms                                    | Jocelyn Lovell               | Rainer Hönisch       |
| 1979 | Lothar Thoms                                    | Gordon Singleton             | Ėduard Rapp          |
| 1980 | prova disputata ai Giochi della XXII Olimpiade  |                              |                      |
| 1981 | Lothar Thoms                                    | Fredy Schmidtke              | Sergej Kopylov       |
| 1982 | Fredy Schmidtke                                 | Lothar Thoms                 | Emanuel Raasch       |
| 1983 | Sergej Kopylov                                  | Gerhard Scheller             | Lothar Thoms         |
| 1984 | prova disputata ai Giochi della XXIII Olimpiade |                              |                      |
| 1985 | Jens Glücklich                                  | Philippe Boyer               | Martin Vinnicombe    |
| 1986 | Maic Malchow                                    | Martin Vinnicombe            | Jens Glücklich       |
| 1987 | Martin Vinnicombe                               | Jens Glücklich               | Konstantin Chrabcov  |
| 1988 | prova disputata ai Giochi della XXIV Olimpiade  |                              |                      |
| 1989 | Jens Glücklich                                  | Martin Vinnicombe            | Aleksandr Kiričenko  |
| 1990 | Aleksandr Kiričenko                             | Martin Vinnicombe            | Jens Glücklich       |
| 1991 | José Moreno Periñán                             | Jens Glücklich               | Gene Samuel          |
| 1992 | prova disputata ai Giochi della XXV Olimpiade   |                              |                      |
| 1993 | Florian Rousseau                                | Shane Kelly                  | Jens Glücklich       |
| 1994 | Florian Rousseau                                | Erin Hartwell                | Shane Kelly          |
| 1995 | Shane Kelly                                     | Florian Rousseau             | Erin Hartwell        |
| 1996 | Shane Kelly                                     | Sören Lausberg               | Jan Van Eijden       |
| 1997 | Shane Kelly                                     | Sören Lausberg               | Stefan Nimke         |
| 1998 | Arnaud Tournant                                 | Shane Kelly                  | Erin Hartwell        |
| 1999 | Arnaud Tournant                                 | Shane Kelly                  | Stefan Nimke         |
| 2000 | Arnaud Tournant                                 | Sören Lausberg               | Jason Queally        |
| 2001 | Arnaud Tournant                                 | Sören Lausberg               | Grzegorz Krejner     |
| 2002 | Chris Hoy                                       | Arnaud Tournant              | Shane Kelly          |
| 2003 | Stefan Nimke                                    | Shane Kelly                  | Arnaud Tournant      |
| 2004 | Chris Hoy                                       | Arnaud Tournant              | Theo Bos             |
| 2005 | Theo Bos                                        | Jason Queally                | Chris Hoy            |
| 2006 | Chris Hoy                                       | Ben Kersten                  | François Pervis      |
| 2007 | Chris Hoy                                       | François Pervis              | Jamie Staff          |
| 2008 | Teun Mulder                                     | Michaël D'Almeida            | François Pervis      |
| 2009 | Stefan Nimke                                    | Taylor Phinney               | Mohd Rizal Tisin     |
| 2010 | Teun Mulder                                     | Michaël D'Almeida            | François Pervis      |
| 2011 | Stefan Nimke                                    | Teun Mulder                  | François Pervis      |
| 2012 | Stefan Nimke                                    | Michaël D'Almeida            | Simon Van Velthooven |
| 2013 | François Pervis                                 | Simon Van Velthooven         | Joachim Eilers       |
| 2014 | François Pervis                                 | Joachim Eilers               | Simon Van Velthooven |
| 2015 | François Pervis                                 | Joachim Eilers               | Matthew Archibald    |
| 2016 | Joachim Eilers                                  | Theo Bos                     | Quentin Lafargue     |
| 2017 | François Pervis                                 | Tomáš Bábek Quentin Lafargue | Non assegnato        |
| 2018 | Jeffrey Hoogland                                | Matthew Glaetzer             | Theo Bos             |
| 2019 | Quentin Lafargue                                | Theo Bos                     | Michaël d'Almeida    |
| 2020 | Sam Ligtlee                                     | Quentin Lafargue             | Michaël d'Almeida    |
| 2021 | Jeffrey Hoogland                                | Nicholas Paul                | Joachim Eilers       |
| 2022 | Jeffrey Hoogland                                | Melvin Landerneau            | Alejandro Martínez   |
| 2023 | Jeffrey Hoogland                                | Matthew Glaetzer             | Thomas Cornish       |
| 2024 | Harrie Lavreysen                                | Jeffrey Hoogland             | Joseph Truman        |

## Medagliere
| Pos.   | Paese             | Oro | Argento | Bronzo | Totale |
| ------ | ----------------- | --- | ------- | ------ | ------ |
| 1      | Francia           | 12  | 11      | 9      | 32     |
| 2      | Paesi Bassi       | 9   | 4       | 5      | 18     |
| 3      | Germania Est      | 8   | 3       | 4      | 15     |
| 4      | Germania          | 5   | 7       | 7      | 19     |
| 5      | Australia         | 4   | 10      | 4      | 18     |
| 6      | Unione Sovietica  | 4   | 2       | 4      | 10     |
| 7      | Gran Bretagna     | 4   | 1       | 4      | 9      |
| 8      | Danimarca         | 3   | 1       | 0      | 4      |
| 9      | Polonia           | 1   | 2       | 4      | 7      |
| 10     | Germania Ovest    | 1   | 2       | 0      | 3      |
| 11     | Italia            | 1   | 1       | 1      | 3      |
| 12     | Spagna            | 1   | 0       | 1      | 2      |
| 13     | Stati Uniti       | 0   | 3       | 2      | 5      |
| 14     | Nuova Zelanda     | 0   | 2       | 3      | 5      |
| 15     | Canada            | 0   | 2       | 0      | 2      |
| 16     | Trinidad e Tobago | 0   | 1       | 2      | 3      |
| 17     | Belgio            | 0   | 1       | 0      | 1      |
| 17     | Rep. Ceca         | 0   | 1       | 0      | 1      |
| 18     | Cecoslovacchia    | 0   | 0       | 1      | 1      |
| 18     | Malaysia          | 0   | 0       | 1      | 1      |
| Totale | Totale            | 50  | 51      | 49     | 150    |

| Pos. | Atleta           | Oro | Argento | Bronzo | Totale |
| ---- | ---------------- | --- | ------- | ------ | ------ |
| 1    | Arnaud Tournant  | 4   | 2       | 1      | 7      |
| 2    | François Pervis  | 4   | 1       | 3      | 8      |
| 3    | Lothar Thoms     | 4   | 1       | 1      | 6      |
| 4    | Jeffrey Hoogland | 4   | 1       | 0      | 5      |
| 5    | Stefan Nimke     | 4   | 0       | 2      | 6      |
| 6    | Chris Hoy        | 4   | 0       | 1      | 5      |
| 7    | Shane Kelly      | 3   | 4       | 2      | 9      |
| 8    | Niels Fredborg   | 3   | 0       | 0      | 3      |
| 9    | Jens Glücklich   | 2   | 2       | 3      | 7      |
| 10   | Ėduard Rapp      | 2   | 2       | 1      | 5      |